# GSC9280-38
GSC9280-38 — хімічно пекулярна зоря спектрального класу B5, що має видиму зоряну величину в смузі V приблизно  9,4.

## Пекулярний хімічний склад
Зоряна атмосфера GSC9280-38 має підвищений вміст 
He
.